# Dom przy cmentarzu
Dom przy cmentarzu (ang. The House by the Cemetery, wł. Quella villa accanto al cimitero) – włoski horror z podgatunku gore, którego twórcą jest Lucio Fulci.
Film jest trzecią i ostatnią częścią Trylogii śmierci nakręconą przez Fulciego w latach 1980-1981 z udziałem Catriony MacColl. Pozostałe części cyklu to: Hotel siedmiu bram i Miasto żywej śmierci.

## Zarys fabuły
Profesor Norman Boyle przeprowadza się wraz z żoną i synkiem do starego domostwa w New Whitby pod Bostonem, by kontynuować badania naukowe po zmarłym w tajemniczych okolicznościach prof. Petersonie. Wraz z przybyciem Boyle'ów do posępnej rezydencji, zaczynają mieć miejsce dziwne zjawiska.

## Obsada
- Paolo Malco – dr. Norman Boyle
- Catriona MacColl – Lucy Boyle
  - Serena Verdirosi – Lucy Boyle (głos)
- Giovanni Frezza – Bob Boyle
  - Francesca Guadagno – Bob Boyle (głos)
- Ania Pieroni – Ann
- Silvia Collatina – Mae Freudstein
- Dagmar Lassander – Laura Gittleson
  - Maria Pia Di Meo – Laura Gittleson (głos)
- Giovanni De Nava – dr. Jacob A. Freudstein
- Daniela Doria – pierwsza ofiara
- Ranieri Ferrara – Steven
- GIampaolo Saccarola – Daniel Douglas
- Carlo De Mejo – pan Wheatley
- Kenneth A. Olsen – Harold
  - Gianni Marzocchi – Harold (głos)
- Elmer Johnsson – strażnik cmentarza
- Teresa Rossi Passante – Mary Freudstein
- Anna Miserocchi – Mary Freudstein
- Lucio Fulci – prof. Muller
  - Mario Mastria – prof. Muller (głos)
- Pino Colizzi – Peterson (głos)